# 有馬久保
有馬 久保（ありま ひさやす）は、江戸時代後期の大名。上総五井藩第3代藩主。氏倫系有馬家7代。

## 生涯
第3代伊勢八田藩主加納久周の次男として生まれる。
寛政2年（1790年）7月、五井藩主有馬氏保が29歳で死去するが、臨終に際して久保が婿養子として家督を継ぐこととなった。同年9月23日に正式に遺領相続が認められ、12歳で藩主となる。
寛政6年（1794年）8月15日、将軍徳川家斉に初謁する。同年12月16日、従五位下・備後守に叙せられる。寛政8年（1796年）2月15日、初めて領国に入るための暇を得ている。
文化11年（1814年）に死去し、跡を嫡男の氏貞が継いだ。

## 系譜
父母
- 加納久周（実父）
- 禎（実母） - 松平信礼の娘
- 有馬氏保（養父）

正室
- 有馬氏保の娘、牧野貞長の養女、後に森川俊孝の養女

子女
- 有馬氏貞（長男）
- 九鬼隆都正室
- 泉姫、彰信院 - 津軽順承正室